# Niwaella longibarba
Niwaella longibarba és una espècie de peix de la família dels cobítids i de l'ordre dels cipriniformes.

## Hàbitat
Viu en zones de clima subtropical.

## Distribució geogràfica
Es troba al riu Cao'ejiang (Zhejiang, Xina).